# 沃南松
沃南松（法語：Venanson，法語發音：[vənɑ̃sɔ̃]）是法国滨海阿尔卑斯省的一个市镇，属于尼斯区。

## 地理
沃南松（44°3'11"N, 7°15'11"E）面积17.98 平方千米，位于法国普罗旺斯-阿尔卑斯-蓝色海岸大区滨海阿尔卑斯省，该省份为法国东南部沿海省份，南濒地中海，西南至瓦尔省，西北接上普罗旺斯阿尔卑斯省，北部和东部与意大利接壤。
与沃南松接壤的市镇（或旧市镇、城区）包括：克朗斯、朗托斯克、玛丽、罗克比利耶尔、圣马丹韦叙比、于泰勒、瓦尔德布洛尔。

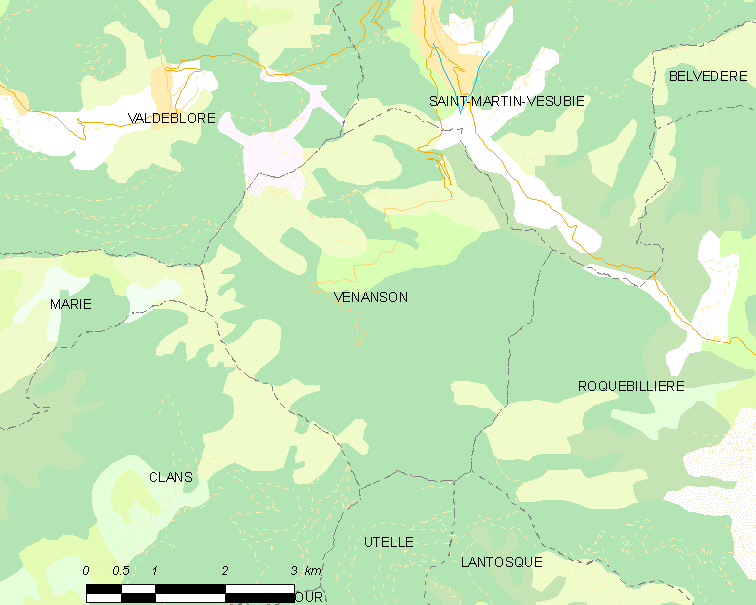
沃南松的OSM定位图

沃南松的时区为UTC+01:00、UTC+02:00（夏令时）。

## 行政
沃南松的邮政编码为06450，INSEE市镇编码为06156。

## 政治
沃南松所属的省级选区为图雷特勒旺斯县。

## 人口

1962-2008年间沃南松人口变化图示

沃南松于2022年1月1日时的人口数量为197人。